# 正間トンネル
正間トンネル（まさまトンネル）は、富山県富山市八尾町平沢と八尾町正間を結ぶ国道472号のトンネル。

## 概要
- 延長 - 555m[1]。
- 高さ - 7.5m[1]
- 幅員 - 9.75m[1]
- 総工費 - 13億6,578万円[2]

トンネル開通以前は、道幅が狭く急勾配の道1.8㎞を通行せざるを得ず、冬の積雪時には交通のネックになっていた。同区間の交通困難を解消するためトンネル工事を実施することになり、1991年（平成3年）7月17日に貫通、1992年（平成4年）7月29日の県道八尾古川線（現・国道472号）の八十島 - 正間間のバイパス開通と同時に供用を開始した。同トンネル開通により自動車で約10分短縮された。

## 周辺
- 室牧ダム